# Mariano Arista
Mariano Arista, nome completo José Mariano Martín Buenaventura Ignacio Nepomuceno García de Arista Nuez (San Luis Potosí, 26 luglio 1802 – Lisbona, 7 agosto 1855), è stato un politico e generale messicano, presidente del Messico dal 15 gennaio 1851 al 6 gennaio 1853.
È stato il primo capo di Stato messicano ad essere nato nel XIX secolo.

## Biografia
Militare di carriera, divenne generale nel 1831 a soli 29 anni, durante la Guerra dei pasticcini tra Messico e Francia, affrontò coraggiosamente la spedizione di Francesco d'Orléans, principe di Joinville, che bombardò la fortezza di San Juan de Ulúa, venendo anche fatto prigioniero. Membro del partito conservatore, Arista partecipò anche alla guerra messico-statunitense, riuscendo a bloccare, l'8 maggio 1846, le truppe statunitensi nella battaglia di Palo Alto, al comando di 4000 uomini, riportando tuttavia perdite pesanti. Ministro della Guerra nel 1848, alla fine delle ostilità, il 15 gennaio 1851 divenne presidente del Messico per il partito conservatore: conservò la carica fino al 6 gennaio 1853, quando si dimise per le lotte interne e l'ostilità del suo stesso gruppo politico. Stabilitosi in Spagna, Mariano Arista morì a Lisbona il 7 agosto 1855 in seguito ad un litigio politico sfociato in una rissa tra Brasile e Messico.